# Kirkwood-rés
A Kirkwood-rések a kisbolygóövben a Jupiter gravitációs hatására létrejött olyan anyagszegény zónák, ahol a kisbolygók alig fordulnak elő. Itt a keringési idő úgy aránylik a Jupiter keringési idejéhez, mint kis egész számok hányadosa (rezonanciák). A Kirkwood-résekbe kerülő kis égitestek e rezonancia hatására kiszóródnak onnan.